# Campionati del mondo di atletica leggera 2019 - Marcia 20 km maschile
La specialità della marcia 20 km maschile dei campionati del mondo di atletica leggera 2019 si è svolta la notte tra il 4 e il 5 ottobre a Doha, in Qatar.

## Podio
| Pos.    | Atleta              | Nazionalità                 | Tempo    |
| ------- | ------------------- | --------------------------- | -------- |
| Oro     | Toshikazu Yamanishi | Giappone                    | 1h26'34" |
| Argento | Vasilij Mizinov     | Atleti Neutrali Autorizzati | 1h26'49" |
| Bronzo  | Perseus Karlström   | Svezia                      | 1h27'00" |

## Situazione pre-gara

### Record
Prima di questa competizione, il record del mondo (RM) e il record dei campionati (RC) erano i seguenti.
| Record                | Prestazione | Atleta                  | Data                           | Competizione  |
| --------------------- | ----------- | ----------------------- | ------------------------------ | ------------- |
| Record mondiale       | 1h16'36"    | Yūsuke Suzuki Giappone  | 15 marzo 2015 Nomi, Giappone   |               |
| Record dei campionati | 1h17'21"    | Jefferson Pérez Ecuador | 23 agosto 2003 Parigi, Francia | Mondiali 2003 |

### Campioni in carica
I campioni in carica, a livello mondiale e olimpico, erano:
| Campione | Atleta                 | Prestazione | Data                                   | Competizione                |
| -------- | ---------------------- | ----------- | -------------------------------------- | --------------------------- |
| Olimpico | Wang Zhen Cina         | 1h19'14"    | 12 agosto 2016 Rio de Janeiro, Brasile | Giochi della XXXI Olimpiade |
| Mondiale | Éider Arévalo Colombia | 1h18'53"    | 13 agosto 2017 Londra, Regno Unito     | Mondiali 2017               |

### La stagione
Prima di questa gara, gli atleti con le migliori tre prestazioni dell'anno erano:
| Pos. | Atleta                       | Prestazione | Data                         |
| ---- | ---------------------------- | ----------- | ---------------------------- |
| 1    | Toshikazu Yamanishi Giappone | 1h17'15"    | 17 marzo 2019 Nomi, Giappone |
| 2    | Masatora Kawano Giappone     | 1h17'24"    | 17 marzo 2019 Nomi, Giappone |
| 3    | Koki Ikeda Giappone          | 1h17'25"    | 17 marzo 2019 Nomi, Giappone |

## Risultati[2]
| Pos.    | Atleta                   | Nazionalità                 | Tempo    | Note |
| ------- | ------------------------ | --------------------------- | -------- | ---- |
| Oro     | Toshikazu Yamanishi      | Giappone                    | 1h26'34" |      |
| Argento | Vasilij Mizinov          | Atleti Neutrali Autorizzati | 1h26'49" |      |
| Bronzo  | Perseus Karlström        | Svezia                      | 1h27'00" |      |
| 4       | Christopher Linke        | Germania                    | 1h27'19" |      |
| 5       | Salih Korkmaz            | Turchia                     | 1h27'35" |      |
| 6       | Koki Ikeda               | Giappone                    | 1h29'02" |      |
| 7       | Tom Bosworth             | Gran Bretagna               | 1h29'34" |      |
| 8       | Wang Kaihua              | Cina                        | 1h29'52" |      |
| 9       | Yin Jiaxing              | Cina                        | 1h29'53" |      |
| 10      | Eiki Takahashi           | Giappone                    | 1h30'04" |      |
| 11      | Marius Žiūkas            | Lituania                    | 1h30'22" |      |
| 12      | Erick Barrondo           | Guatemala                   | 1h30'40" |      |
| 13      | Caio Bonfim              | Brasile                     | 1h31'32" |      |
| 14      | Massimo Stano            | Italia                      | 1h31'36" |      |
| 15      | Dane Bird-Smith          | Australia                   | 1h32'11" |      |
| 16      | Kévin Campion            | Francia                     | 1h32'16" |      |
| 17      | Hagen Pohle              | Germania                    | 1h32'20" |      |
| 18      | Andrés Chocho            | Ecuador                     | 1h32'49" |      |
| 19      | Georgiy Sheiko           | Kazakistan                  | 1h32'53" |      |
| 20      | Julio César Salazar      | Messico                     | 1h33'02" |      |
| 21      | Choe Byeong-kwang        | Corea del Sud               | 1h33'10" |      |
| 22      | Álvaro Martín            | Spagna                      | 1h33'20" |      |
| 23      | Brian Pintado            | Ecuador                     | 1h33'48" |      |
| 24      | Gabriel Bordier          | Francia                     | 1h34'06" |      |
| 25      | Matteo Giupponi          | Italia                      | 1h34'29" |      |
| 26      | Miguel Ángel López       | Spagna                      | 1h35'00" |      |
| 27      | Irfan Kolothum Thodi     | India                       | 1h35'21" |      |
| 28      | Ivan Losev               | Ucraina                     | 1h35'42" |      |
| 29      | Luis Henry Campos        | Perù                        | 1h37'20" |      |
| 30      | Viktor Shumik            | Ucraina                     | 1h37'23" |      |
| 31      | Alex Wright              | Irlanda                     | 1h37'33" |      |
| 32      | Dawid Tomala             | Polonia                     | 1h38'15" |      |
| 33      | Samuel Gathimba          | Kenya                       | 1h40'45" |      |
| 34      | Eduard Zabuzhenko        | Ucraina                     | 1h41'04" |      |
| 35      | Diego García             | Spagna                      | 1h41'14" |      |
| 36      | Devender Singh           | India                       | 1h41'48" |      |
| 37      | Kim Hyun-sub             | Corea del Sud               | 1h42'13" |      |
| 38      | Wayne Snyman             | Sudafrica                   | 1h43'57" |      |
| 39      | Moacir Zimmermann        | Brasile                     | 1h44'16" |      |
| 40      | Aliaksandr Liakhovich    | Bielorussia                 | 1h44'25" |      |
|         | Rhydian Cowley           | Australia                   | dnf      |      |
|         | Cai Zelin                | Cina                        | dnf      |      |
|         | Mauricio Arteaga         | Ecuador                     | dnf      |      |
|         | Nils Brembach            | Germania                    | dnf      |      |
|         | José María Raymundo      | Guatemala                   | dnf      |      |
|         | Carlos Sánchez Cantera   | Messico                     | dnf      |      |
|         | Richard Vargas           | Venezuela                   | dnf      |      |
|         | Jhon Alexander Castañeda | Colombia                    | dq       |      |
|         | Callum Wilkinson         | Gran Bretagna               | dq       |      |
|         | José Barrondo            | Guatemala                   | dq       |      |
|         | José Leyver Ojeda        | Messico                     | dq       |      |
|         | José Mamani              | Perù                        | dq       |      |